# Nevrorthus fallax
Nevrorthus fallax is een insect uit de familie van de Nevrorthidae, die tot de orde netvleugeligen (Neuroptera) behoort. 
Nevrorthus fallax is voor het eerst wetenschappelijk beschreven door Rambur in 1842.